# Numbat
El numbat (Myrmecobius fasciatus) és un petit marsupial endèmic d'Austràlia occidental. És l'únic membre del gènere Myrmecobius i la família dels mirmecòbids (Myrmecobiidae), una de les tres que componen l'ordre Dasyuromorphia. Malgrat el seu nom científic rarament menja formigues i gran part de la seva dieta es compon gairebé únicament de tèrmits.